# شهرک مسکونی سعیدآباد
شهرک مسکونی سعیدآباد، روستایی در دهستان جهلیان بخش مرکزی شهرستان کنارک در استان سیستان و بلوچستان ایران است.

## جمعیت
بر پایه سرشماری عمومی نفوس و مسکن در سال ۱۳۹۵، جمعیت این روستا برابر با ۴۶۳ نفر (۹۸ خانوار) بوده‌است.